# Vaillantella euepiptera
Vaillantella euepiptera är en fiskart som först beskrevs av Vaillant 1902.  Vaillantella euepiptera ingår i släktet Vaillantella och familjen grönlingsfiskar. Inga underarter finns listade i Catalogue of Life.